# Fraijanes
Fraijanes est une ville du Guatemala dans le département de Guatemala.
La commune de Fraijanes a été créée en 1924 sur ordre du président de facto de la République, le général José Maria Orellana.
Fraijanes comporte un établissement privé franco-guatémaltèque, le Lycée français Jules-Verne.